# Сайак (Коррез)
Сайа́к (фр. Saillac, окс. Salhac) — коммуна во Франции, находится в регионе Лимузен. Департамент — Коррез. Входит в состав кантона Мейссак. Округ коммуны — Брив-ла-Гайярд.
Код INSEE коммуны — 19179.
Коммуна расположена приблизительно в 430 км к югу от Парижа, в 100 км южнее Лиможа, в 28 км к югу от Тюля.

## Население
Население коммуны на 2008 год составляло 178 человек.
| 1962 | 1968 | 1975 | 1982 | 1990 | 1999 | 2008 |
| ---- | ---- | ---- | ---- | ---- | ---- | ---- |
| 155  | 202  | 165  | 143  | 163  | 157  | 178  |

## Экономика

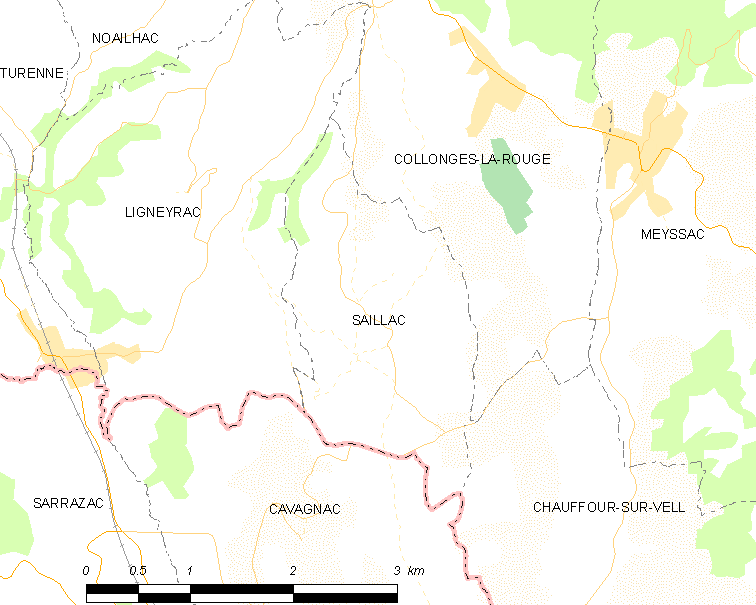
Карта коммуны

В 2007 году среди 100 человек в трудоспособном возрасте (15-64 лет) 80 были экономически активными, 20 — неактивными (показатель активности — 80,0 %, в 1999 году было 75,3 %). Из 80 активных работали 77 человек (42 мужчины и 35 женщин), безработных было 3 (1 мужчина и 2 женщины). Среди 20 неактивных 8 человек были учениками или студентами, 7 — пенсионерами, 5 были неактивными по другим причинам.

## Достопримечательности
- Церковь Рождества Св. Иоанна Крестителя (XII век). Памятник истории с 2007 года[3]